# Nyugat-himalájai bozótposzáta
A nyugat-himalájai bozótposzáta (Locustella kashmirensis) a verébalakúak (Passeriformes) rendjébe, ezen belül a tücsökmadárfélék (Locustellidae) családjába és a Locustella nembe tartozó faj. Egyes rendszerezések a Bradypterus nembe sorolták, korábban a foltos bozótposzáta alfajának is tekintették. 12-14 centiméter hosszú. Észak-India hegyvidéki füves területein él, télen délebbre és az alacsonyabban fekvő vidékekre vonul. Többnyire rovarokkal táplálkozik.

## Fordítás
- Ez a szócikk részben vagy egészben  a   West Himalayan bush warbler című angol Wikipédia-szócikk fordításán alapul.  Az eredeti cikk szerkesztőit annak laptörténete sorolja fel. Ez a jelzés csupán a megfogalmazás eredetét és a szerzői jogokat jelzi, nem szolgál a cikkben szereplő információk forrásmegjelöléseként.